# 騰邦控股
騰邦控股有限公司，簡稱騰邦控股，以及OTO Bodycare（英語：Tempus Holdings Limited，港交所：6880），前身為「豪特保健控股有限公司」，在1986年，由新加坡商人葉治成，以及葉自強家族創立，主要經營健康及保健產品領先開發商及零售商，包括主要品牌為「OTO」各種產品。
其股份自2011年12月13日，在香港交易所主板上市，發行價1.28至1.6港元，集資額以1.02億至1.28億港元，發售8000萬股新股的全球發售。
代言人方面，有包括郭富城、關詠荷、米雪、關婉珊、胡定欣、陳法拉、岑麗香、陳豪、余文樂及苗侨伟等知名人士。
2015年1月初，騰邦控股（香港）以每股2.09港元（319,915,600股），收購該公司前身「豪特保健」56%股權，總代價為6.7億港元。完成後，原有董事一併退任，同時更名為「騰邦控股有限公司」。

## 連結
- OTOBodycare.com （页面存档备份，存于）